# Libertad de Orituco
Libertad de Orituco  es una parroquia del estado Guárico, en el Municipio José Tadeo Monagas, con la capital en Altagracia de Orituco, en los Llanos Orientales. Tiene una población de 5.780 habitantes.

## Transporte urbano
El sistema de transporte público en la ciudad de Altagracia de Orituco es compartido con su poblaciones satélites; suele ser deficiente en cuanto a calidad del servicio.

## Centros Educativos
En la población hay pocos centros educativos los cuales todos son de educación pública.
- Escuela Básica Luisa Cáceres de Arismendi
- Concentración Escolar G-42 Samanito

## Servicios básicos
La población cuenta con una buena infraestructura de servicios a todos los niveles, como son: acueductos, electricidad, red de gas, teléfono, correo, telégrafo, educación básica, educación media y universitaria, aseo urbano, sistema de sanidad, transporte, especialmente en lo que se refiere a la zona urbana de Altagracia de Orituco, capital del municipio.